# Zsolt Érsek
Zsolt Érsek (n. 13 iunie 1966, Budapesta, Republica Populară Ungară) este un scrimer ce a reprezentat Ungaria, medaliat olimpic. A participat la 3 ediții ale Jocurilor Olimpice (1988, 1992, 1996) în care a câștigat o medalie de bronz.